# Welcome Home Armageddon
Welcome Home Armageddon is het vijfde studioalbum van de Welshe band Funeral for a Friend. De uitgave staat gepland voor 14 maart 2011.
Twee van de liedjes, "Sixteen" en "Damned If You Do, Dead If You Don't", verschenen eerder op de ep The Young & Defenceless.
Op 10 januari 2011 ging de videoclip van de eerste single, "Front Row Seats to the End of the World", in première.

## Tracklist
| 1.                 | This Side of Brightness                 | 0:44 |
| 2.                 | Old Hymns                               | 2:32 |
| 3.                 | Front Row Seats to the End of the World | 3:30 |
| 4.                 | Sixteen                                 | 2:50 |
| 5.                 | Aftertaste                              | 3:37 |
| 6.                 | Spinning Over the Land                  | 5:03 |
| 7.                 | Man Alive                               | 2:49 |
| 8.                 | Owls (Are Watching)                     | 3:32 |
| 9.                 | Damned If You Do, Dead If You Don't     | 3:29 |
| 10.                | Medicated                               | 3:36 |
| 11.                | Broken Foundation                       | 3:29 |
| 12.                | Welcome Home Armageddon                 | 5:25 |
| Totale duur: 40:06 |                                         |      |